# Onderlinge scheepsverzekering
Onderlinge scheepsverzekering is een verzekeringsconstructie voor schepen. De verzekering is voortgekomen uit het schippersgilde waarbij de leden een verzekeringspremie betaalden aan de gildekas; hierdoor werd het mogelijk werd om eventuele schades aan de schepen of veroorzaakt door de schepen te vergoeden.

## Geschiedenis

### Nederland

#### 1566–1899
De geschiedenis van de scheepsverzekeringen in Nederland gaat terug tot in de 16e eeuw. Het begon in 1566 in Meppel, toen daar een schippersgilde werd opgericht. Vanwege de onzekerheid van bestaan en vrachtverdeling was het belangrijk om onderling elkaar niet te beconcurreren nodeloos en werden reglementen opgesteld om een ieder een goed bestaan te garanderen. In 1795 maakte de Franse Revolutie een einde aan de gildetijd. Veel schepen werden door de Franse overheid gevorderd. In 1811 werden de gildeactiviteiten voortgezet door de Schippersmaatschappij. Alleen schippers uit Meppel mochten lid worden van deze maatschappij.
Tot in de 19e eeuw hadden schippers de mogelijkheid om hun schepen tegen volledig verlies te verzekeren door zich aan te sluiten bij een schippersgilde. Een schippersgilde fungeerde als een voorloper van de (onderlinge) scheepsverzekering. Leden van schippersgilden waren verplicht om elkaar bij te staan, en eventuele schade kon worden gedeclareerd bij de gildekas. Gedurende die periode ontstonden er ook schippersgilden op verschillende andere locaties in Nederland. In 1808 verenigden zich in Heerenveen een aantal schippers zich in het zogenaamde Compact, de voorloper van de Friesche Onderlinge Verzekeringsmaatschappij. De doelstelling van het Compact was “ Ten nutte van diegenen welke ongelukkig zijn vaartuig of schuit zal komen te verliezen”.

#### 1900–1999
In 1929 vroeg de Friesche Maatschappij tot Onderlinge Verzekering van Schepen uit Heerenveen als een van de eersten aan haar 338 aangesloten deelgenoten voor toestemming om de statuten aan te passen om zo verschil te kunnen maken tussen verzekeringen voor motorschepen enerzijds en zeil- en sleepboten anderzijds.
De verzekeringen werden aldus ingedeeld:
- Categorie A: eigen schade zeil- en sleepboten
- Categorie AC: schade aan derden aan zeil- en sleepboten
- Categorie B: schade aan motorschepen
- Categorie BC: schade aan derden door motorschepen

In 1941 werd door dertien verzekeringsorganisaties de Federatie van onderlinge scheepsverzekeringmaatschappijen opgericht.
Deelnemende organisaties waren onder andere De Onderlinge Scheepsverzekeringsmaatschappij uit Groningen, De Friesche Maatschappij tot Onderlinge Verzekering van Schepen uit Heerenveen (opgericht 1837), De maatschappij Eensgezindheid tot Onderlinge Verzekering van schepen uit Hasselt (opgericht 1882) en de Vereniging Oranje Onderlinge Verzekeringsmaatschappij voor Schepen voor binnen- en kleine kustvaart uit Groningen.
In 1977 werd voor het eerst toegestaan dat de schippersvrouwen samen met hun man de jaarvergadering van de Friesche Onderlinge Verzekeringsmaatschappij konden bijwonen. 

#### 1999 tot heden
In 1999 fuseerden de Eensgezindheid uit Hasselt (1882) en de Friesche Onderlinge Verzekeringsmaatschappij in Heerenveen (1837). Hieruit ontstond EFM: de Eensgezindheid-Friesche-Maatschappij.

Nadat EFM en Oranje verzekeringen al een aantal jaren samenwerkten besloten de bedrijven in april 2013 om zich per 1 januari 2014 te fuseren tot EOC Scheepsverzekeringen en vestigden zich in Meppel. 